# Clenia
Clenia — вимерлий рід сумчастих з олігоцену та міоцену Південної Америки.

## Опис
Відомі два види. Типовим видом є Clenia minuscula з раннього міоцену в Аргентині. Інший — Clenia brevis з олігоцену Аргентини; він мав більш міцні моляри, ніж C. minuscula.